# Vandpileurt
Vand-Pileurt (Persicaria amphibia) er en flerårig plante af pileurt-slægten, som kan vokse både i vand og på tørt land. Den breder sig hovedsageligt ved skud, og når de vokser i vand, kan den vokse på en dybde op til 2,5 m, og her har den glatte, lancetformede flydeblade på ca. 10 cm på stængler, som også flyder i vandet.
På land er dens blade kortstilkede og hårede, dens stængler er oprette, og planten breder sig med underjordiske udløbere. 
Plantens blomster er små, lyserøde eller hvide med 5 kronblade og 5 mørkere støvblade, som sidder i 2-5 cm lange aks. Frugterne er sorte, glinsende nødder.